# Aleksiej Jefimienko
Aleksiej Aleksiejewicz Jefimienko, ros. Алексей Алексеевич Ефименко; biał. Аляксей Аляксеевіч Яфіменка – Alaksiej Alaksiejewicz Jafimienka (ur. 20 sierpnia 1985 w Sławgorodzie) – białoruski hokeista pochodzenia rosyjskiego. Reprezentant Białorusi.

## Kariera
- Łokomotiw Jarosław 2 (2001-2003)
- HK Woroneż (2003)
- HK Woroneż (2003-2004)
- Junost' Mińsk (2004-2008)
- HK Mohylew (2008)
- Mietałłurg Żłobin (2008-2009)
- Dynama Mińsk (2009)
- HK Szachcior Soligorsk (2009-2013)
  -  Mietałłurg Żłobin (2012)
- Dynama Mińsk (2013-2014)
- Sibir Nowosybirsk (2014-2015)
- Junost' Mińsk (2015-2018)
- HK Dynama Mołodeczno (2018)
- GKS Tychy (2018-2020)
- Mietałłurg Żłobin (2020-)

Pochodzi z Kraju Ałtajskiego na terenie obecnej Rosji. Wychowanek Łokomotiwu Jarosław. Od 2004 występował w klubach ekstraligi białoruskiej. Od 2013 zawodnik Dynama Mińsk w lidze KHL. Od czerwca 2014 zawodnik Sibiru Nowosybirsk. Z klubu odszedł z końcem kwietnia 2015. Od sierpnia 2015 ponownie zawodnik Junosti.
Na początku stycznia 2019 został zawodnikiem GKS Tychy. Po sezonie 2019/2020 odszedł z tego klubu. W połowie 2020 przeszedł ponownie do Mietałłurga Żłobin.
Od czasu gry na Białorusi w 2004 został reprezentantem tego kraju. W barwach juniorskiej kadry Białorusi uczestniczył w turnieju mistrzostw świata juniorów do lat 20 w 2005. Następnie został reprezentantem kadry seniorskiej. Uczestniczył w turniejach mistrzostw świata w 2013, 2014, 2015.

## Sukcesy
Klubowe
- Złoty medal mistrzostw Białorusi: 2005, 2006, 2016 z Junostią Mińsk
- Srebrny medal mistrzostw Białorusi: 2008 z Junostią Mińsk, 2010 z Szachciorem Soligorsk
- Brązowy medal mistrzostw Białorusi: 2007 z Junostią Mińsk, 2009 z Mietałłurgiem Żłobin, 2013 z Szachciorem Soligorsk
- Puchar Kontynentalny: 2007, 2018 z Junostią Mińsk
- Mistrzostwo Dywizji Czernyszowa w KHL: 2015 z Sibirem Nowosybirsk[9]
- Złoty medal mistrzostw Polski: 2019, 2020[10] z GKS Tychy
- Superpuchar Polski: 2019 z GKS Tychy

Indywidualne
- Ekstraliga białoruska w hokeju na lodzie (2011/2012):
  - Pierwsze miejsce w klasyfikacji asystentów w sezonie zasadniczym: 32 asysty[11]
  - Czwarte miejsce w klasyfikacji kanadyjskiej w sezonie zasadniczym: 51 punktów[12]
- Ekstraliga białoruska w hokeju na lodzie (2012/2013):
  - Trzecie miejsce w klasyfikacji asystentów w fazie play-off: 8 asyst[13]
  - Trzecie miejsce w klasyfikacji kanadyjskiej w fazie play-off: 11 punktów[14]
- Ekstraliga białoruska w hokeju na lodzie (2017/2018):
  - Piąte miejsce w klasyfikacji strzelców w sezonie zasadniczym: 20 goli[15]
  - Czwarte miejsce w klasyfikacji kanadyjskiej w sezonie zasadniczym: 44 punkty[16]